# Benedykt IX
Benedykt IX (łac. Benedictus IX, właśc. Teofilatto di Tusculo; ur. ok. 1012 w Tusculum, zm. ok. 1055 w Grottaferracie) – papież w okresie od 21 października 1032 do września 1044, ponownie od 10 marca do 1 maja 1045 i od 8 listopada 1047 do 17 lipca 1048.

## Życiorys

### Wczesne życie
Naprawdę miał na imię Teofilakt; był synem Alberyka III, bratankiem papieży Benedykta VIII i Jana XIX; pochodził z rodu hrabiów Tusculum. Był to jedyny papież sprawujący swój urząd w trzech odrębnych okresach (21 października 1032 – wrzesień 1044, 10 marca – 1 maja 1045, 8 listopada 1047 – 17 lipca 1048). Na Stolicy Piotrowej został osadzony przez swojego ojca, Alberyka, który traktował ją jako dziedzictwo rodzinne i przekupił wyborców. Miał wówczas około 20 lat, a nie, jak wcześniej przypuszczano, około 12.

### Pierwszy pontyfikat
W czasie jego pierwszego pontyfikatu prowadził bardzo rozwiązłe i burzliwe życie osobiste, co zostało źle odebrane przez Rzymian. W 1037 roku otrzymał zaproszenie od Konrada II, by spotkał się z nim w Cremonie i zatwierdził złożenie z urzędu arcybiskupa Mediolanu Ariberta. Benedykt, który był mniej uległy niż dwóch jego poprzedników, początkowo nie chciał się na to zgodzić; przystał jednak na żądania cesarza rok później i ekskomunikował Ariberta. Przewodził dwóm lub trzem synodom i nadał przywileje wielu kościołom i klasztorom, a także scentralizował Kurię Rzymską. Nalegał na Brzetysława, księcia Czech, by ten znalazł odpowiednie miejsce, w którym by mogło spocząć ciało św. Wojciecha po zabraniu go z Polski. Po śmierci Konrada II, królem Niemiec został Henryk III, z którym Benedykt pozostawał w dobrych stosunkach do 1044 roku, kiedy to przywrócił biskupstwu w Grado status patriarchatu.
W wyniku rosnącego niezadowolenia, w 1044 wybuchło powstanie przeciw Benedyktowi, które zmusiło go do opuszczenia miasta. Rywalizujący z hrabiami Tusculum, ród Krescencjuszy wprowadził 20 stycznia 1045 roku na Tron Piotrowy biskupa Jana z Sabiny. Ponieważ Benedykt nie został oficjalnie złożony z urzędu, Sylwester III jest niekiedy uważany za antypapieża.

### Drugi pontyfikat
Natychmiast po elekcji Sylwestra, Benedykt IX ekskomunikował go jako uzurpatora i 10 marca wygnał go z Rzymu, samemu zajmując Lateran. Jednak już dwa miesiące później abdykował, na rzecz swojego ojca chrzestnego Jana Gracjana. Istnieją różne teorie na temat powodów tej rezygnacji: jedne mówią o chęci zawarcia małżeństwa przez Benedykta, natomiast inne o sprzedaży urzędu papieskiego za tysiąc funtów srebra.
Benedykt wycofał się wówczas do rodzinnego Tusculum. W 1046 roku do Rzymu przybył król Henryk III, który chciał zreformować Kościół i otrzymać koronę cesarską – z tego powodu zwołał synod w Sutri (20 grudnia 1046), na którym mieli stawić się wszyscy trzej papieże. Jednak Benedykt się na nim nie stawił i z tego powodu został oficjalnie zdjęty z urzędu 24 grudnia. Król Henryk III odwołał także dwóch pozostałych papieży, przy czym Sylwester mógł pozostać w Rzymie, natomiast Grzegorza kazał wygnać do Kolonii. Na papieża został wtedy wybrany Swidger z Bambergu, który przyjął imię Klemensa II. Zmarł on jednak 9 października 1047.

### Trzeci pontyfikat
Po nagłej śmierci Klemensa, Benedykt został ponownie wybrany papieżem 8 listopada 1047 roku, przy pomocy entuzjastycznego ludu i łapownictwa. 16 lipca 1048 roku hrabia Bonifacy z Toksanii, niechętnie podporządkował się królowi Henrykowi i usunął przy użyciu siły Benedykta z Tronu Piotrowego, a następnie intronizował Damazego II.

### Śmierć
Po abdykacji, osiadł w rodzinnym Tusculum, lecz nie zrezygnował z roszczeń do papiestwa. W kwietniu 1049 roku odbył się synod, na który Benedykt miał się stawić i ustosunkować do zarzutu symonii. Ponieważ się tam nie pojawił, został ekskomunikowany przez Leona IX; prawdopodobnie wyrok ten został potem przez Leona cofnięty. 19 września 1055 wystąpił w akcie donacyjnym na rzecz klasztoru świętych Kosmy i Damiana w Rzymie, nadal używając tytułu papieskiego.
Zmarł przed 9 stycznia 1056 w Grottaferracie; być może przed śmiercią wyrzekł się roszczeń do godności papieskiej. Opat Łukasz z Grottaferrata wspomina bowiem, że pozbawiony tronu papieskiego Benedykt, zmarł w tym opactwie jako pokutnik za czasów opata Bartłomieja. Wielu historyków odnosi się jednak do tego przekazu sceptycznie.